# Andante et allegro de Chausson
Pour les articles homonymes, voir Andante et allegro.
Andante et allegro pour clarinette et piano est une œuvre d'Ernest Chausson terminée le 28 avril 1881. Elle ne possède pas de numéro d'opus. Il n'existe pas de trace que la pièce ait été jouée du vivant du compositeur. 

## Structure et analyse
La pièce possède deux mouvements :
- Andante, marqué lent (4 min) ;
- Allegro, marqué Allegro assai (4 min 50 s).

La pièce n'a été éditée qu'en 1977 aux éditions Billaudot après avoir été retrouvée par le clarinettiste et directeur de collection Robert Fontaine à la BnF. En dépit de sa découverte tardive, cette pièce appartient désormais au répertoire de la musique française de chambre pour clarinette et a donné lieu à de multiples enregistrements. 
Le premier mouvement est basé sur une mélodie agréable et sans mélancolie ; le second exploite la virtuosité de la clarinette, qui nécessite une solide technique pour rendre la grâce de ce mouvement très inventif.

« Sans numéro d’opus, l'Andante et Allegro s’avère beaucoup plus audacieux que son simple titre ne pourrait le laisser entendre. D’abord parce qu’un jeune élève de Conservatoire, tard venu à la musique, se tourne délibérément vers la clarinette, un instrument qui n’avait guère droit de cité dans les salons et concerts et vers lequel la plupart des compositeurs du XIXe siècle ne s’étaient tournés qu’assez tard dans leur carrière. Or, vers 1880, on assiste à un changement d’attitude que concrétisent certaines pages de la Comtesse de Grandval, Maurice Emmanuel, d’Indy et, avant eux, Chausson lui-même.
Comme un vieux routier de l’orchestre, notre compositeur y joue avec maestria des différentes possibilités expressives et techniques de la clarinette, mettant tour à tour en valeur les couleurs de ses différents registres, de lyrisme et de virtuosité, de véhémence et de douceur. Si l’œuvre reflète l’esthétique des deux professeurs de Chausson — densité de Franck, lyrisme épuré de Massenet — elle révèle aussi un style déjà éminemment personnel que soulignent les modulations abondantes, de nombreux accords de septième au piano et une secrète collusion entre les rythmes binaires et ternaire. Dès les premières mesures, un dialogue charnu, éloquent, s’établit entre les deux instruments, grave au clavier, plus aérien à la clarinette qui, dans l'Allegro, trouve à s’exprimer avec une volubilité plus marquée, encore que très réservée. Il y a là un délicieux petit poème, de solide facture et riche expression. »

— Jean Gallois (1998)
Pour le musicologue Gilles Thiéblot, « dans un climat proche de Weber, Mendelssohn ou Schumann, cette manière de morceau de concours met en valeur les qualités à la fois lyriques et volubiles de la clarinette ».

## Enregistrements
Il existe de nombreux enregistrements d'Andante et allegro, notamment :
- par Paul Meyer (clarinette) et Éric Le Sage (piano), Denon, 1992[5].
- avec le Poème, op. 25, le Trio, op. 3 et la Pièce, op. 39, par Charles Neidich (en) (clarinette) et Pascal Devoyon (piano), Hyperion Records CDA67028, 1998[5].
- Made in France, avec Pierre Génisson (clarinette) et David Bismuth (piano), Aparté AP096, 2013[1].